# Charles Kevin Blackstone

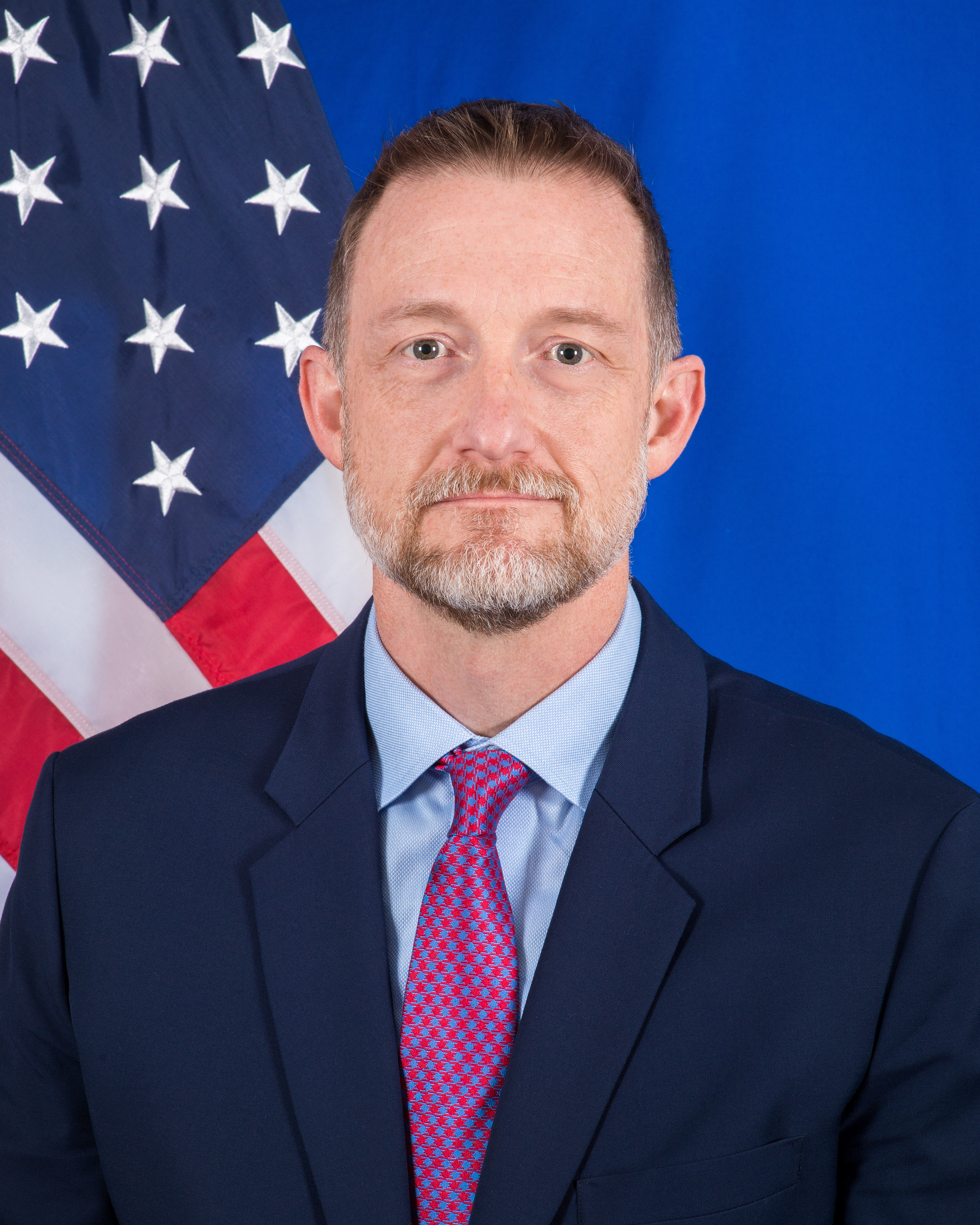
C. Kevin Blackstone (2020)

Charles Kevin Blackstone (* 18. September 1967) ist ein US-amerikanischer Diplomat. Er stammt aus Virginia. Ab dem 16. Januar 2011 hatte Blackstone den Rang eines Counselor und bis zu seiner Beförderung zum Botschafter eines Minister-Counselor.

## Werdegang
Blackstone erhielt einen Bachelor von der University of Virginia und einen Master an der Maxwell School der Syracuse University.
Seit 1993 ist Blackstone für das Außenministerium der Vereinigten Staaten (State Department) tätig. Zunächst war er Refugee Admissions Program Officer im Büro für Bevölkerung, Flüchtlinge und Migration, dann stellvertretender Direktor des inländischen Flüchtlingsbearbeitungszentrums des Außenministeriums. Blackstone diente als Supervisory General Services Officer in der US-Botschaft in Kairo (Ägypten), als Management Officer im US-Generalkonsulat in Toronto (Kanada) und als Regional Human Resources Officer in Canberra (Australien) sowie in den Botschaften in Libreville (Gabun), Kampala (Uganda); Rom (Italien) und Lagos (Nigeria).
Es folgte der Posten des Teamleiters des U.S. Provincial Reconstruction Teams in Wasit (Wasit), des Management-Counselor an der US-Botschaft in Bangkok (Thailand) und an der US-Botschaft in Neu-Delhi (Indien). Zuletzt war Blackstone als Minister-Counselor Exekutivdirektor des Büros für ostasiatische und pazifische Angelegenheiten des Außenministeriums.
Am 11. Juni 2020 wurde Blackstone als Botschafter der Vereinigten Staaten in Osttimor nominiert. Die Vereidigung erfolgte am 6. Januar 2021. Am 19. März 2021 erfolgte die Übergabe der Akkreditierung, doch bereits am 2. August erklärte Blackstone „aufgrund dringender persönlicher Umstände“ seinen Rücktritt vom Amt des Botschafters. Für ihn übernahm Thomas Daley als Chargé d’Affaires die Amtsgeschäfte.

## Sonstiges
Vom Außenministerium der Vereinigten Staaten erhielt Blackstone mehrere Auszeichnungen, darunter den Expeditionary Service Award.
Blackstone spricht neben Englisch Französisch und Italienisch.